# Berhaneyesus Demerew Souraphiel

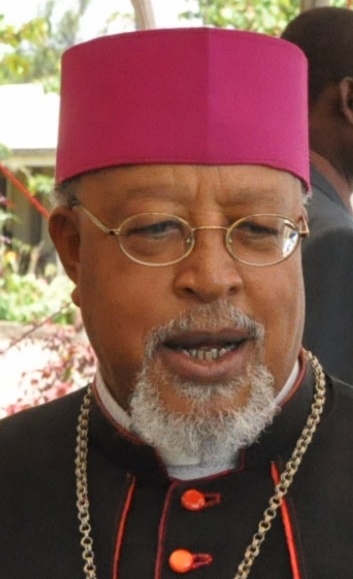
Erzbischof Souraphiel (2015)

Kardinalswappen von Berhaneyesus Demerew Souraphiel mit dem Motto በፕበቃሸ ሥር, lat. Version: sub tuum præsidium

Berhaneyesus Demerew Kardinal Souraphiel CM (amharisch ብርሃነ ኢየሱስ ደምረው ሱራፌል; * 14. Juli 1948 in Tchela Claka, Äthiopien) ist Erzbischof der Äthiopisch-katholischen Kirche in Addis Abeba und Metropolit der Kirchenprovinz Addis Abeba.

## Leben
Berhaneyesus Demerew Souraphiel wurde am 4. Juli 1976 zum Ordenspriester der Lazaristen geweiht. Bis 1980 übte er pastorale und missionarische Tätigkeiten im südwestlichen Äthiopien aus, ehe er für sieben Monate in Jimma inhaftiert wurde. Von 1981 bis 1983 hielt er sich zu Studienzwecken in Rom auf, wo er auch als Delegat an der Generalversammlung der Lazaristen teilnahm, und kehrte anschließend nach Addis Abeba zurück, wo er bis 1990 pastorale Aufgaben wahrnahm. Nach dem Ende der kommunistischen Herrschaft im Jahre 1991 wurde Souraphiel Professor am Priesterseminar von Addis Abeba. Von 1994 bis 1997 war er Präfekt der Apostolischen Präfektur Jimma-Bonga.
Er wurde am 7. November 1997 zum Apostolischen Administrator des Erzbistums Addis Abbeba und gleichzeitig zum Titularbischof von Bita ernannt. Kardinal Paul Tzadua, sein Vorgänger als Erzbischof von Addis Abeba und die Mitkonsekratoren Yohannes Woldegiorgis (Apostolischer Vikar von Meki) und Woldetensaé Ghebreghiorghis OFMCap (Apostolischer Vikar von Harar) spendeten ihm am 25. Januar 1998 die Bischofsweihe. Am 7. Juli 1999 übernahm er das erzbischöfliche Amt des Erzbistums Addis Abeba und wurde gleichzeitig Metropolit der Kirchenprovinz Addis Abeba. Im Dezember 2008 unterzeichnete Souraphiel eine Resolution gegen die rechtliche Duldung von Homosexualität in Äthiopien.
Im feierlichen Konsistorium vom 14. Februar 2015 kreierte ihn Papst Franziskus zum Kardinal und ernannte ihn zum Kardinalpriester mit der Titelkirche San Romano Martire. Kardinal Souraphiel nahm am Konklave 2025 teil, das Leo XIV. wählte.

## Präsidien und Mitgliedschaften
Seit 1998 ist er Präsident des Rates der äthiopischen Kirche und seit 1999 Präsident der Äthiopischen Bischofskonferenz. Papst Benedikt XVI. berief ihn 2009 zum neuen Mitglied in die Kongregation für die orientalischen Kirchen. Papst Franziskus bestätigte diese Ernennung am 19. Februar 2014 und am 13. April 2015. Am selben Tag bestellte er ihn auch zum Mitglied des Päpstlichen Rates der Seelsorge für die Migranten und Menschen unterwegs.

## Bischofsweihen
Erzbischof Berhaneyesus Demerew Souraphiel weihte folgende Bischöfe:
- Tesfay Medhin zum Bischof von Adigrat,
- Abraham Desta zum Titularbischof von Horrea Aninici, Apostolischer Vikar von Meki,
- Musie Ghebreghiorghis OFMCap zum Bischof von Emdeber,
- Rodrigo Mejía Saldarriaga SJ zum Titularbischof von Vulturia, Apostolischer Vikar von Soddo,
- Giovanni Migliorati MCCI zum Titularbischof von Ambia, Apostolischer Vikar von Awasa,
- Theodorus van Ruijven CM zum Titularbischof von Utimma, Apostolischer Vikar von Nekemte,
- Markos Ghebremedhin CM zum Titularbischof von Gummi in Proconsulari, Apostolischer Vikar von Jimma-Bonga,
- Angelo Moreschi SDB zum Titularbischof von Elephantaris in Mauretania, Apostolischer Vikar von Gambella,
- Woldeghiorghis Mathewos zum Titularbischof von Turuda, Apostolischer Vikar von Hosanna und
- Lisane-Christos Matheos Semahun zum Titularbischof von Mathara in Numidia, Weihbischof in Addis Abeba.